# Сима Погачаревић
Сима Погачаревић (Врање, 1908 — Добра Вода, код Врања, 20. децембар 1941) био је учесник Народноослободилачке борбе и народни херој Југославије.

## Биографија
Рођен је 1908. године у Врању. После завршене основне школе, учио је столарски занат. Као млади радник, веома рано се укључио у раднички покрет и већ 1930. године постао члан Комунистичке партије Југославије. После повратка са одслужења војног рока, 1931. године, активно се укључио у партијски рад. Због илегалног партијског рада, крајем 1934. године је био ухапшен. Априла 1935. је изведен пред Окружни суд у Врању, али је због недостатка доказа пуштен на слободу.
У великој полицијској провали у партијску организацију, која је захватила и Врање, јануара 1936. је ухапшен и у затвору је остао све до септембра. По изласку из затвора, по налогу Покрајинског комитета КПЈ за Србију, активно је радио на обнављању партијских организација, које су биле потпуно разбијене. На планини Голич је организовао партијски састанак на ком је одлучено да се партијски рад настави са оним члановима партије који нису били регистровани у полицији, као и са новим члановима.
Године 1937. у Врање је дошао Блажо Орландић. Он и Сима су тада формирали организацију Савеза комунистичке омладине Југославије у врањској гимназији. Под Симиним руководством, формиране су у Врању синдикалне организације, културно-просветне групе, активи СКОЈ-а и друге организације. Почетком 1940. године одржана је Прва месна конференције комуниста Врања и на њој је изабран Месни комитет КПЈ за Врање, за његовог првог секретара изабран је Сима Погачаревић.
Крајем 1940. године, уследила су нова хапшења комуниста и антифашиста у Краљевини Југославији. Међу њима ухапшен је и Сима Погачаревић. Био је одведен у радни логор у Ивањицу, где је остао све до почетка рата. После априлског слома, 1941. године, вратио се у Врање, где је због опасности бугарског окупатора живео илегално. Иако у тешким условима илегалног живота и рада, радио је на припремама оружаног устанка. Јуна 1941. године, по задатку Партије, пребачен је у Лесковац, где је вршио дужност секретара Окружног комитета КПЈ за Лесковац. Потом је поново враћен у Врање.
Погинуо је 20. децембра 1941. у сукобу са бугарском војском на месту званом Добра Вода, у близини Врања.
Указом Председништва АВНОЈ-а постхумно је 6. јула 1945. одликован Орденом заслуга за народ првог реда. Указом Президијума Народне скупштине ФНР Југославије 20. децембра 1951. проглашен је за народног хероја.